# Психічний стан
Психічні (психологічні) стани — мінливі стани людини, які описують у термінах психології. Як правило, емоційно насичені, виникають під впливом життєвих обставин, стану здоров'я, ряду інших факторів. Психічні стани, як й інші психічні явища, існують у вигляді переживань, ідей в свідомості людини та в тій частині психіки, яку називають несвідоме. Це означає, що їх неможливо сприйняти за допомогою органів відчуттів та дослідити методами природничих наук.
 Серед психічних станів згадуються:
- емоції;
- тривожність;
- установки;
- задоволення-незадоволення;
- апатія-натхнення;
- ейфорія;
- бадьорість-втома та інші.

Деякі психічні стани можна розглядати як складні явища психофізіологічного походження.
Психічний стан — один з можливих режимів життєдіяльності людини, на фізіологічному рівні відрізняється визначеними енергетичними характеристиками, а на психологічному рівні — системою психологічних фільтрів, що забезпечують специфічне сприйняття зовнішнього світу.
Психічні стани є основними класами психічних явищ, які вивчає наука психологія. Психічні стани впливають на протікання психічних процесів, а, повторюючись часто, набираючи стійкість, можуть включитися до структури особистості як її специфічна властивість. Оскільки в кожному психічному стані присутні психологічні, фізіологічні та поведінкові компоненти, то в описах природи станів можна зустріти поняття різних наук (загальної психології, фізіології, медицини, психології праці і т. д.), що створює додаткові труднощі для дослідників, що займаються даною проблемою. На сьогодні немає єдиного погляду на проблему станів, оскільки стани особистості можна розглядати в двох аспектах. Вони є одночасно як зрізами динаміки особистості, так і інтегральними реакціями особистості, обумовленими її відносинами, поведінковими потребами, цілями активності й адаптивності в навколишньому середовищі.

## Образ психічного стану
Вивчення образу психічного стану і ролі образу в контексті саморегуляції зробили Л. Г. Дика і її учні (Дика, Семикин, 1991 ; Дика , 1999 , 2003), які змогли встановити, що образ психічного стану виконує особливу роль в регуляторному процесі з причини представленості в ньому різних форм і рівнів відображення людиною свого стану, а також діяльності з саморегуляції стану . Дика робить висновок про те, що образ психічного стану має ряд властивостей, властивих перцептивному образу навколишнього світу, таких, як цілісність, інтегральність і процесуальність (Дика , Семикин, 1991).

## Структура станів

Структура состояния

Оскільки психічні стани є системними явищами, то необхідно виділити основні компоненти даної системи для класифікації. Структура складається з наступних елементів: (Мал. 1):

Системоутворюючим фактором для станів можна вважати актуальну потребу, яка ініціює той чи інший психологічний стан. Якщо вимоги зовнішнього середовища сприяють швидкому та легкому задоволенню потреби, то це сприяє виникненню позитивного стану — радості, натхнення, захоплення і т. д., а якщо імовірність задоволення низька або відсутня, то стан буде негативним по емоційному знаку. А. О. Прохоров вважає, що на початку багато психологічних станів є нерівноважними, а лише після отримання інформації або отримання необхідних ресурсів, вони набувають статичного характеру. Саме в початковий період формування стану виникають найпотужніші емоції — як суб'єктивні реакції людини, що виражає своє відношення до процесу реалізації актуальної потреби.
Важливу роль у характері усталеного стану відіграє «блок цілепокладання», який визначає як імовірність задоволення потреби, так і характер майбутніх дій. В залежності від інформації, що зберігається в пам'яті, формується психологічний компонент стану, що містить у собі емоції, очікування, установки, відчуття та «фільтри сприйняття». Останній компонент є дуже важливим для розуміння характеру стану, оскільки саме через нього людина сприймає світ та оцінює його. Після встановлення відповідних «фільтрів», об'єктивні характеристики зовнішнього світу вже не можуть в повній мірі впливати на свідомість, натомість головну роль відіграють установки, переконання і уявлення. Наприклад, в стані любові об'єкт прихильності здається ідеальним і позбавленим недоліків, а в стані гніву інша людина сприймається виключно у чорному кольорі, і логічні аргументи дуже мало впливають на ці стани.
Якщо в реалізації потреби бере участь соціальний об'єкт, то емоції прийнято називати почуттями. Якщо в емоціях головну роль грає суб'єкт сприйняття, то в почутті тісно сплетені й суб'єкт і об'єкт, причому при сильних почуттях друга людина може займати у свідомості навіть більше місця, ніж сам індивід (почуття ревнощів, помсти, любові).
Після виконання тих чи інших дій з зовнішніми предметами чи соціальними об'єктами людина приходить до якогось результату. Цей результат або дозволяє реалізувати потребу, що викликала даний стан, або результат виявляється негативним. У цьому випадку виникає новий стан — фрустрації, агресії, роздратування і т. д., в якому людина отримує нові ресурси, а значить — нові шанси цю потребу задовольнити. Якщо ж і далі результат залишається негативним, то включаються механізми психологічного захисту, які знижують напруженість психічних станів, і зменшують імовірність виникнення хронічного стресу.

## Класифікація станів

Классификация состояний (Рис. 2)

Классификация состояний (Рис.3)

Труднощі класифікації психічних станів полягають в тому, що часто вони перетинаються або навіть збігаються один з одним настільки тісно, що їх достатньо складно розмежувати — наприклад, стан деякої напруженості часто з'являється на тлі станів втоми, монотонії, агресії і ряду інших станів. Тим не менш, існує багато варіантів їх класифікацій. Найчастіше їх ділять на емоційні, пізнавальні, мотиваційні, вольові. Узагальнюючи поточні характеристики функціонування основних інтеграторів психіки (особистості, інтелекту, свідомості), використовують терміни стан особистості, стан інтелекту, стан свідомості. Описано і продовжують вивчатися й інші класи станів: функціональні, психофізіологічні, астенічні, прикордонні, кризові, гіпнотичні та інші стани. Ю. В. Щербатих пропонує свою класифікацію психічних станів, що складається з семи постійних і одного ситуативного компонента (Мал. 2). Докладніше пояснення даної класифікації дано у (Рис.3).
Виходячи з цієї класифікації, можна вивести формулу психічного стану, що складається з восьми компонентів. Така формула буде мати два варіанти — у загальному вигляді та для кожного конкретного стану даного виду. Наприклад, загальна формула стану страху буде наступною:
0.1/ 1.2 / 2.3 / 3.2 / 4.2 / 5.1 / 6.? / 7.2
Це означає, що страх, як правило, викликається конкретною ситуацією (0.1), досить глибоко зачіпає психіку людини (1.2), за знаком є негативною емоцією (2.3) середньої тривалості (3.2) і цілком усвідомлюється людиною (4.2). При цьому стані емоції переважають над розумом (5.1), а от ступінь активації організму може бути різною: страх може мати активуюче значення або ж позбавляти людину сил (6.?). Таким чином, при описі конкретного стану людини можливі варіанти 6.1 або 6.2. Останній компонент формули — 7.2 означає, що даний стан однаково реалізується як на психологічному, так і на фізіологічному рівні.
В рамках даної концепції формули деяких інших психічних станів можна описати таким чином:

Тривога: 0.2/ 1.? / 2.3 / 3.3 / 4.1 / 5.1 / 6.2 / 7.3

Любов: 0.1/ 1.2 / 2.1 / 3.3 / 4.2 / 5.2 / 6.2 / 7.3

Втомлення: 0.1/ 1.? / 2.3 / 3.2 / 4.2 / 5.- / 6.1 / 7.2

Захоплення: 0.1/ 1.2 / 2.1 / 3.2 / 4.2 / 5.2 / 6.2 / 7.3
Знак питання (?) означає, що стан може приймати обидві ознаки в залежності від ситуації. Прочерк (-) означає, що цей стан не містить жодної з перерахованих ознак (наприклад, втома не належить ні до розуму, ні до емоцій).
Групи П. с. класифікують по модальності і рівню психічної активності: 
- позитивні стану високого рівня психічної активності (радість, веселість, закоханість, бадьорість і ін.),
- негативні стану високого рівня психічної активності (ненависть, страх, злість та ін.),
- позитивні стану середнього рівня психічної активності (спокій, умиротворення, зацікавленість тощо),
- негативні стану середнього рівня психічної активності (байдужість, незібраність, очікування тощо),
- негативні стану низького рівня психічної активності (втома, смуток, апатія та ін.). Синоніми: стану високого енергетичного рівня, середнього та низького рівня енергетики (Прохоров[3], 1998).